# Heckle and Jeckle (série télévisée d'animation)
Pour les articles homonymes, voir Heckle et Jeckle (homonymie).
Heckle and Jeckle est une série télévisée d'animation américaine en trente-deux épisodes de 7 minutes produite par Filmation et diffusée du 15 novembre 1969 au 12 décembre 1981 sur le réseau CBS. Elle ne doit pas être confondue avec Heckle et Jeckle, les cartoons produits par Terrytoons entre les années 1940 et 1960.
Cette série est inédite dans tous les pays francophones.

## Synopsis
Les nouvelles aventures des deux corbeaux Heckle et Jeckle toujours en quête de mauvais coups et de farces.

## Distribution

### Voix originales
- Frank Welker : Heckle / Jeckle

### Voix françaises
- Roger Carel : Heckle/Jeckle

## Épisodes

### Première saison (1969-1970)
1. In the 25th Century
2. Invisible Birds
3. The Golden Egg
4. Where There's A Will
5. When Knighthood Was In Weeds
6. The Open Road
7. The Heroes

### Deuxième saison (1973)
1. Sphinx
2. Supermarket
3. Witch Way Outta Here
4. Apartment Birds
5. Arabian Nights and Days
6. Hang Ten
7. Astro Birds
8. Identity Problem
9. In Wonderland

### Troisième saison (1979)
1. Homonym
2. Safari Birds
3. Show Business
4. Shopping Center
5. Robot Factory
6. Time Warped
7. C.B. Birds
8. Cave Birds
9. Heckle and Jeckle Meet Gold Feather
10. Mail Birds
11. The Farmer and The Crows
12. Malcon-Tents
13. Marathon Birds

### Quatrième saison (1981)
1. Foreign Legion Birds
2. Bell Hops
3. Birds of Paradise